# Microsoft PowerPoint
Microsoft PowerPoint is een computerprogramma van Microsoft dat deel uitmaakt van Microsoft Office. Het is een programma waarmee vooral gemakkelijk presentaties gemaakt kunnen worden. Deze presentaties bestaan uit meerdere virtuele dia's.
Tot aan versie 2002 werd het programma gewoon PowerPoint genoemd, vanaf versie 2003 werd het Microsoft Office PowerPoint om duidelijker te maken dat het een onderdeel was van de Microsoft Office-suite. In het Nederlands wordt de merknaam PowerPoint ook wel gebruikt als soortnaam.
Het is mogelijk om behalve tekst onder andere ook audio, video, afbeeldingen en 3D-modellen in te voegen. Door gebruik van hyperlinks kan men per dia verwijzen naar bijvoorbeeld andere presentaties en filmpjes. Bij gebruik van veel foto's in een presentatie (over bijvoorbeeld huwelijk of vakantie) kan men een dia maken met veel hyperlinks. Daardoor kan men kiezen waar een presentatie moet starten. Zo kan men makkelijk een gedeelte dat men al heeft gezien overslaan. Sinds PowerPoint-versie 2003 is het standaard mogelijk een presentatie zelfstartend op cd te zetten inclusief een viewer. Daardoor kan de cd op elke computer worden afgespeeld, zonder dat er PowerPoint op de computer aanwezig hoeft te zijn.
Een PowerPoint-presentatie gebeurt vaak met behulp van een videoprojector die door een computer gestuurd wordt.

## Geschiedenis
- April 1987: PowerPoint 1, door Forethought, Californië.
- Augustus 1987: Microsoft koopt het bedrijf Forethought.
- Mei 1988: PowerPoint 2
- Mei 1990: PowerPoint 2 voor Windows
- Mei 1992: PowerPoint 3 voor Windows 3.1
- PowerPoint 3 voor Windows.
- PowerPoint 4, 7, 97, 2000, XP, 2003, 2007, 2010, 2013, 2016: onderdeel van Microsoft Office.